# Eine Bagatelle

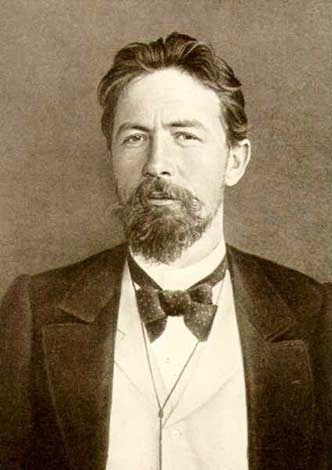
Anton Tschechow

Eine Bagatelle, auch Kleiner Zwischenfall (russisch Житейская мелочь, Schiteiskaja melotsch), ist eine Kurzgeschichte des russischen Schriftstellers Anton Tschechow, die am 29. September 1886 in der Tageszeitung Peterburgskaja gaseta unter der Rubrik Flüchtige Notizen erschien. Zu Lebzeiten des Autors wurde der Text ins Deutsche, Polnische und Tschechische übersetzt.
Frau Olga Iwanowna Irnina hat ein festes Verhältnis mit dem etwa 32-jährigen, feisten Petersburger Hausbesitzer Nikolai Iljitsch Beljajew. Letzterer trifft beim nächsten Besuch anstelle der Frau deren achtjährigen Sohn Aljoscha an. Mit seinen ruhigen schwarzen Augen erinnert der Kleine den Besucher an die junge Olga, als er sie kennenlernte. Während des anschließenden Geplauders ergibt sich, Aljoscha und seine Schwester Sonja sehen ihren Papa jeden Dienstag, wenn beide von der Gouvernante Pelageja in die Konditorei ausgeführt werden. Beljajew muss Aljoscha sein Ehrenwort geben, dass er das Geheimnis nicht der Mutter verrät. Denn – so Aljoscha weiter – Papa ist böse auf Beljajew, weil dieser Mama ins Verderben gestürzt hat.
Olga Irnina kommt endlich nach Hause. Der Liebhaber schüttet ihr gleich sein Herz aus: Er allein soll in der Dreiecksbeziehung der Schurke sein. Aljoscha, der alles mitanhören muss, zieht sich zu Sonja zurück und weint. Zum ersten Mal im Leben ist er einem Missetäter begegnet, der sein Ehrenwort nicht gehalten hat.

## Deutschsprachige Ausgaben
Verwendete Ausgabe
- Kleiner Zwischenfall. S. 205–211 in Gerhard Dick (Hrsg.) und Wolf Düwel (Hrsg.): Anton Tschechow: Das schwedische Zündholz. Kurzgeschichten und frühe Erzählungen. Deutsch von Georg Schwarz. 668 Seiten. Rütten & Loening, Berlin 1965 (1. Aufl.)[3]